# Aeroport de Svalbard-Longyear
L'Aeroport de Svalbard, Longyear (codis de l'aeroport: IATA: LYRE, ICAO: NSB), en noruec: Svalbard lufthavn, Longyear) és el principal aeroport de les illes Svalbard, Noruega. Es troba a 1,6 milles nàutiques (3 km) al nord-oest de la capital de Svalbard, Longyearbyen, i és l'aeroport situat més al nord del món que compta amb vols programats. El primer aeroport prop de Longyearbyen va ser construït pels militars alemanys durant la Segona Guerra Mundial. Des de l'any 1959 va tenir vols ocasionals, però només es podia fer servir uns pocs mesos l'any. La construcció d'un nou aeroport a Hotellneset es va iniciar el 1973, i l'aeroport es va inaugurar el 2 de setembre de 1975. És propietat i el fa funcionar la companyia estatal noruega Avinor. Té una sola pista que està asfaltada i té una llargada de 2.483 metres amb 45 metres d'amplada.
El 2011, aquest aeroport va tenir 126.350 passatgers. Scandinavian Airlines hi té vols diaris des de Tromsø i des d'Oslo. Lufttransport proporciona servei als altres dos aeroports de les Svalbard: Ny-Ålesund i Svea, utilitzant aparells Dornier Do 228. També hi ha vols xàrter. L'any 2011 els moviments d'aparells (enlairaments i aterratges) van ser 6350 i les càrregues transportades 815 tones.

## Història

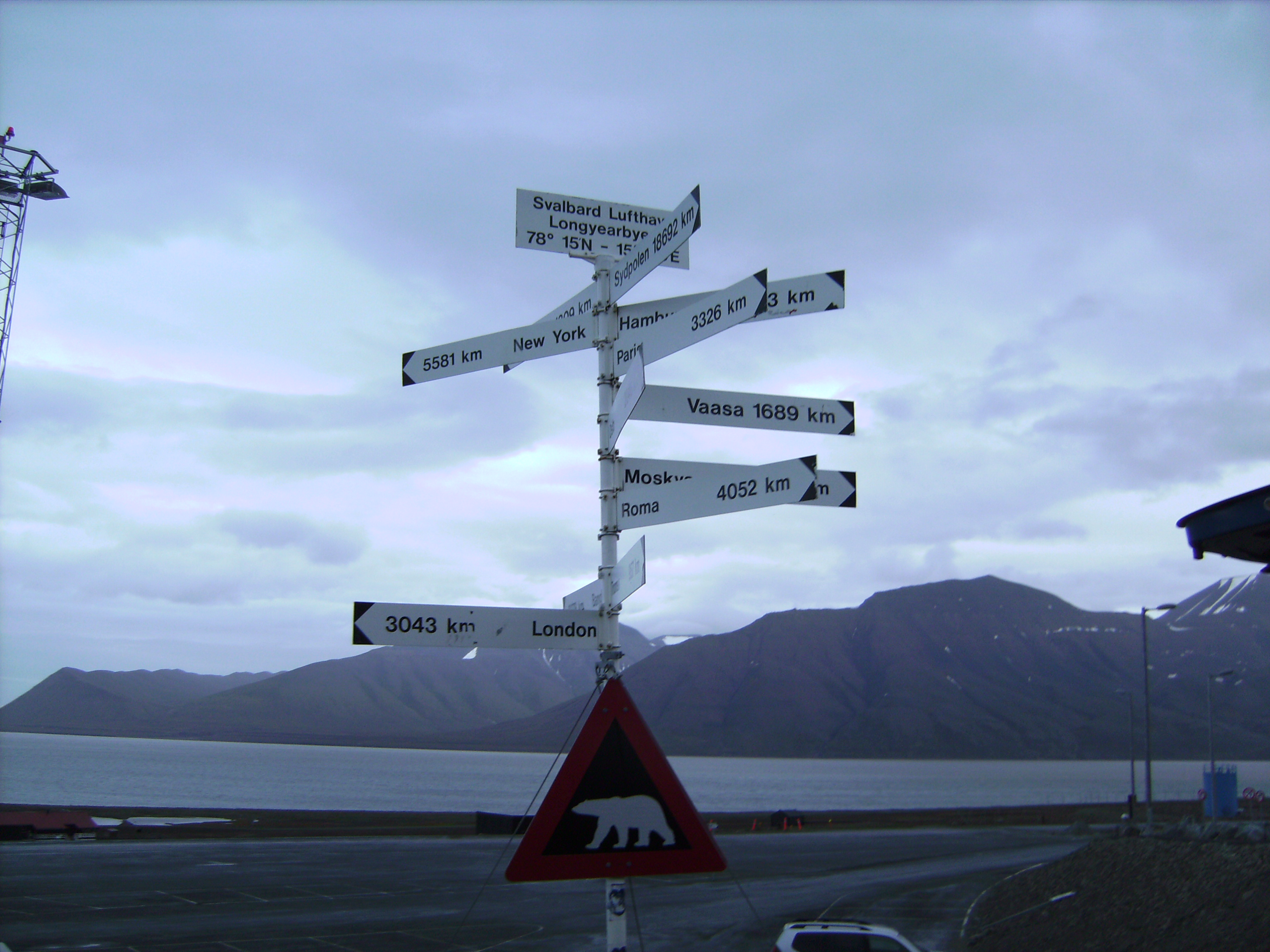
A la sortida de l'aeroport hi ha les distàncies amb altres llocs del món

### Adventdalen
La primera pista aèria de les Svalbard es va construir a l'Adventdalen, prop de Longyearbyen, per la Luftwaffe, durant la Segona Guerra Mundial. Aquesta no es va usada després de la guerra; durant l'estiu l'arxipèlag era abastit per vaixells, però quedava completament aïllat des de novembre a maig. A principis de la dècada del 1950 les Forces Aèries Noruegues van començar a fer vols postals usant un aparell Catalina que sortia de Tromsø i llençava paquets postals (sense aterrar) a l'Illa de l'Ós i a Longyearbyen. Fins a l'any 1959 no va aterrar quan va caldre transportar un malalt greu de les Svalbard a la Noruega continental.

Ubicació de les Illes Svalbard

Els anys següents es van fer altres vols amb aterratges i enlairaments amb una pista de 1800 metres, però per la manca de llums elèctrics en aquesta pista només es podien fer vols amb la llum del dia i no es podien pas fer des de desembre a gener quan el sol no apareix sobre l'horitzó a aquesta latitud. En canvi, a partir de l'abril el permagel on estava construïda la pista es fonia i es podien fer vols a l'estiu. La navegació dels avions es feia usant senyals de ràdio emeses des de l'illa de l'Ós i des de l'Isfjord.
El primer aterratge nocturn es va fer el 8 de desembre de 1965. La il·luminació de la pista es va fer usant làmpades de parafina i els fars dels cotxes aparcats al llarg de la pista. A partir de 1974 hi van aterrar i enlairar aparells Boeing 737-200C. Aeroflot començà fer vols a Adventdalen l'any 1973 per donar servei a les poblacions russes de les Svalbard anomenades Barentsburg i Pyramiden.

### Hotellneset

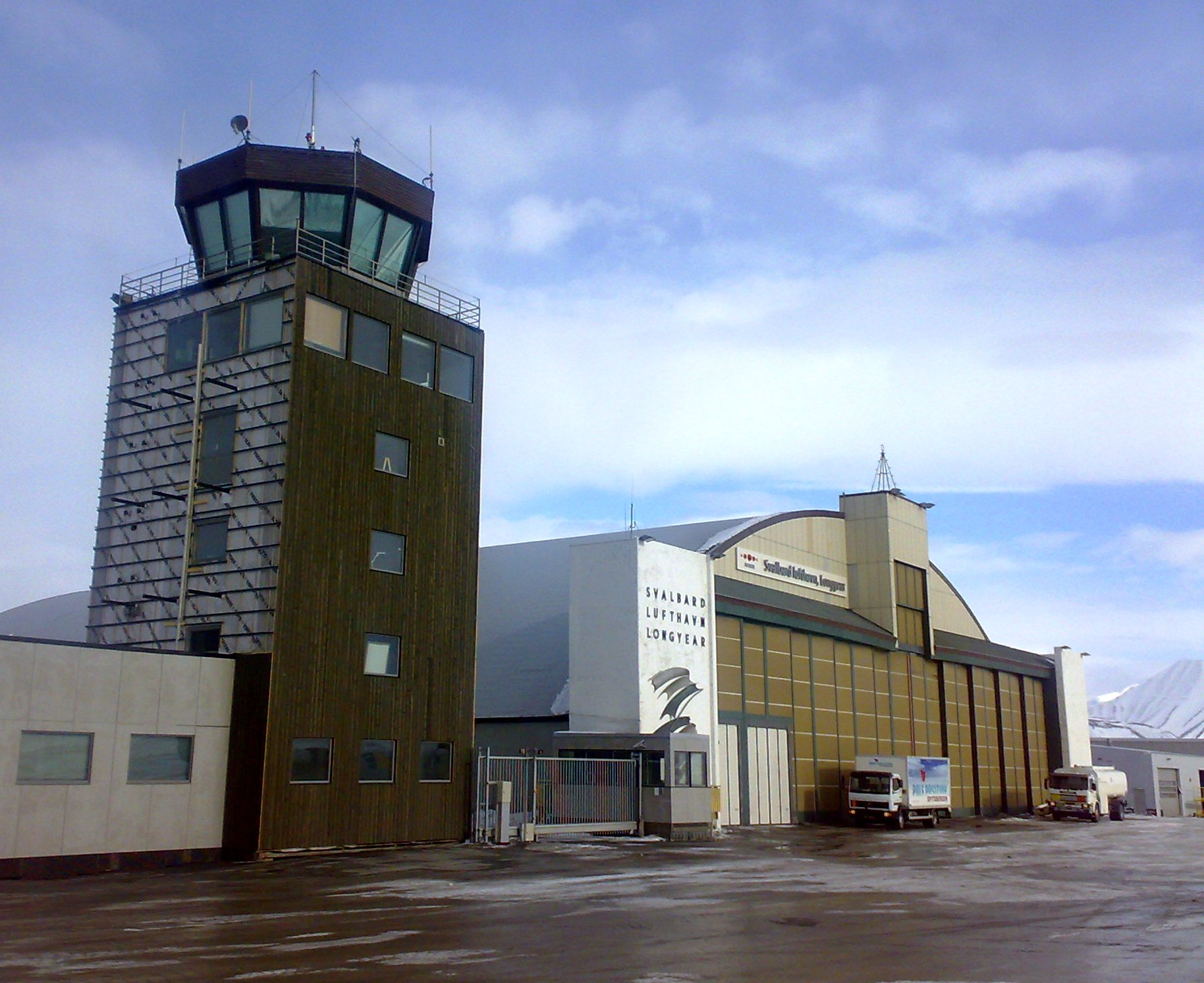
Torre i hangar

El tractat de Svalbard especifica que no estan permeses instal·lacions militars en aquest arxipèlag. Les autoritats soviètiques estaven preocupades pel fet que un aeroport civil permanent pogués ser usat per l'OTAN. Però els soviètics també necessitaven aquest aeroport pels seus assentaments de Barentsburg i Pyramiden, i a principis de la dècada del 1970 els dos països arribaren a un acord.
Com que la pista estava construïda sobre el permagel aquesta es va haver d'aïllar del sòl i així el gel del sòl no es fonia durant l'estiu. La pista va quedar plena de parts que estaven aixecades per les glaçades a causa d'un mètode de construcció incorrecte, cosa que va obligar a l'aeroport a fer reasfaltaments periòdics de la pista. El 1989, parts de la pista van ser re-aïllades, donant a aquestes zones que anteriorment havia estat les pitjors una solució acceptable. El 2006, aquesta mesura es va dur a terme a les parts restants de la pista. El 2007 es va completar una actualització de la terminal per permetre una major capacitat.

### Serveis

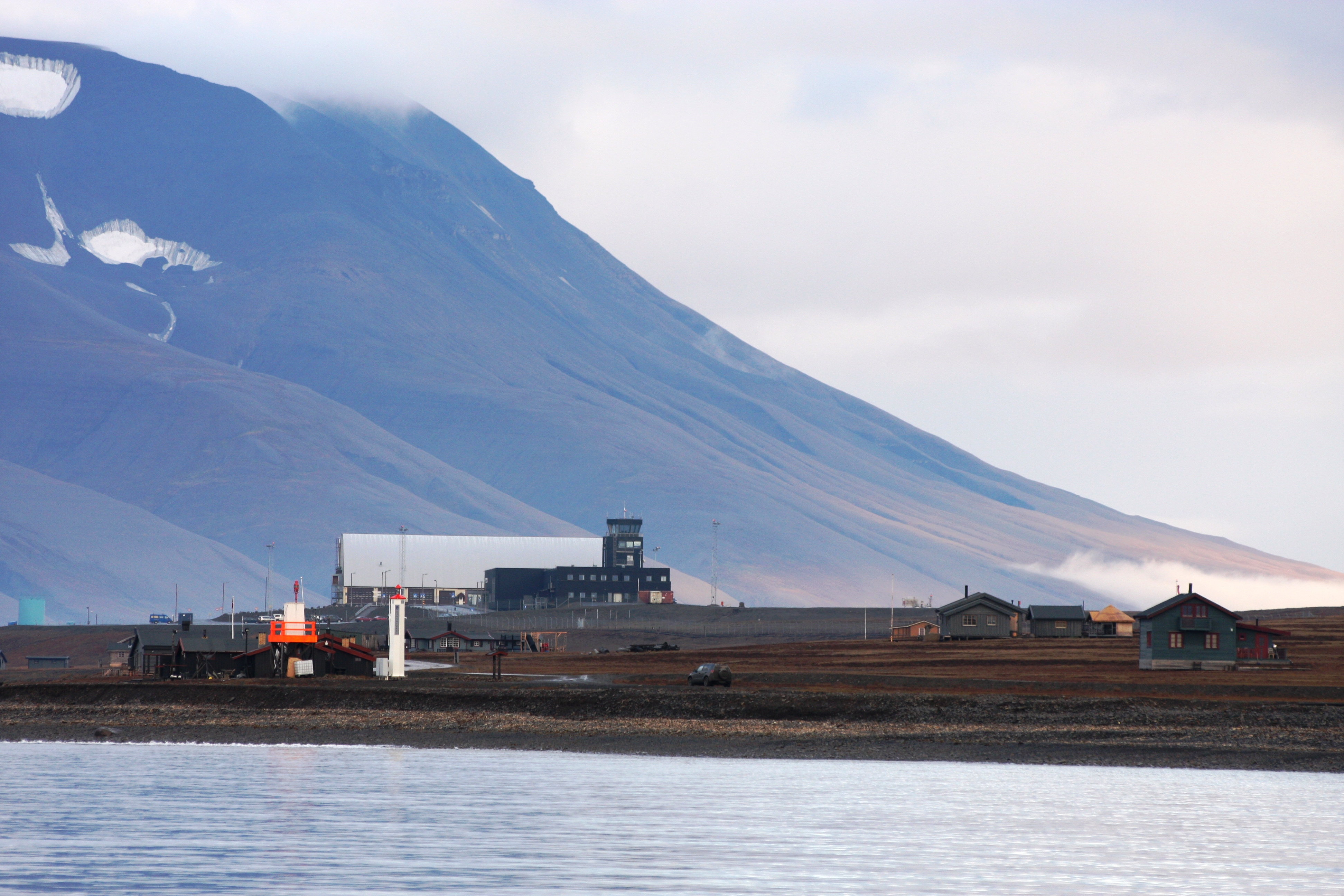
L'aeroport vist des del fiord

A partir de 1987 es van oferir vols diaris de dia programats des d'Oslo en lloc dels vols nocturns que oferia SAS. El 27 de març de 2008 es va oferir un nou servei amb dos vols directes des d'Oslo, utilitzant grans Boeing 737-800,

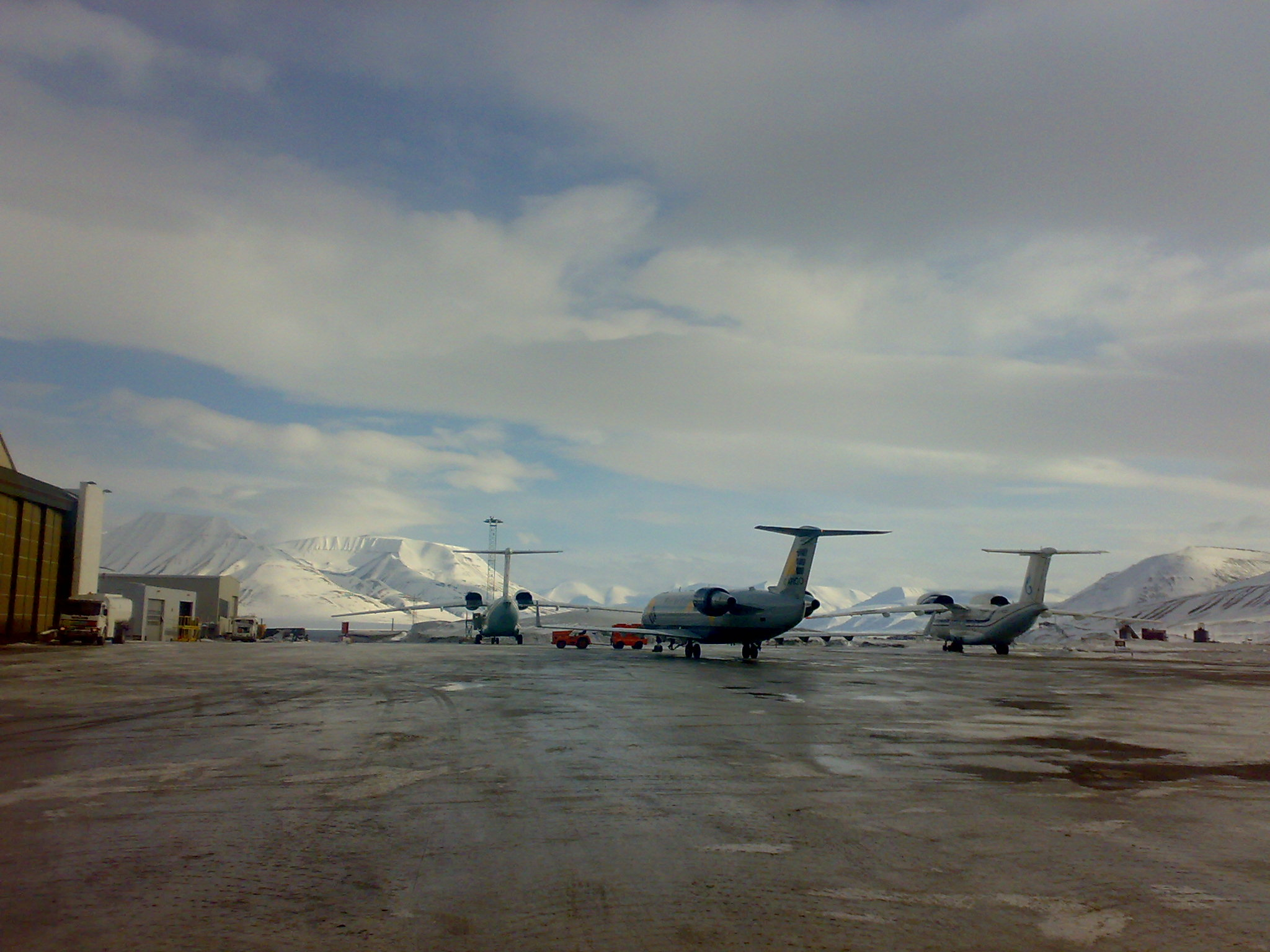
Aparell aparcat a l'aeroport

Aquest aeroport es troba a 1,6 milles de Longyearbyen, que és l'assentament més gran de les Svalbard. L'aeroport també dona servei a l'assentament rus proper de Barentsburg. La Noruega continental forma part de la zona Schengen, però Svalbard n'està exclosa, per tant des de 2011 i ha controls de passaports a l'aeroport. Cal un passaport o bé un document nacional d'identitat on s'indiqui la nacionalitat.
Hi ha 200 places exteriors d'aparcament a l'aeroport. Hi ha taxis, lloguers de cotxes i autobusos a l'aeroport (un autobús llançadora opera cap hotels de Longyearbyen i Nybyen). Scandinavian Airlines proporciona serveis de gestió a través de SAS Ground Services.

## Accidents i incidents
- El 10 d'octubre de 1986, una avioneta Cessna 185 d'Antarctax es va estavellar immediatament després d'enlairar-se de l'aeroport de Svalbard en camí cap s Ny-Ålesund. Van morir les 6 persones que hi anaven.[15]
- El 29 d'agost de 1996, el vol 2801 provinent de l'aeroport de Vnukovo, Moscou, s'estavellà a una muntanya a 14 km de l'aeroport. Hi moriren tots els 141 ocupants de l'aparell Tupolev Tu-154M. Es tracta del pitjor accident aeri esdevingut mai a Noruega.[16]